# 갈루아 모듈
갈루아 모듈(Galois module)은 어떤 체의 체의 확대의 갈루아 군 G에 적용되는 군의 가군이다.
수학에서 갈루아 모듈은 G 모듈이며, G는 일부 확장된 필드의 갈루아 군이다. 갈루아 표현이라는 용어는 G 모듈이 표현 이론에서 필드 위의 벡터 공간이거나 링 위의 자유 모듈일 때 자주 사용되지만 G 모듈과 동의어로 사용될 수도 있다. 지역적 또는 글로벌 분야의 확장을 위한 갈루아 모듈과 갈루아 코호몰로지에 대한 연구는 정수론의 중요한 도구이다.